# Huk! Il grido che uccide
Huk! Il grido che uccide (Huk!) è un film del 1956 diretto da John Barnwell.
È un film d'azione drammatico statunitense ambientato nel 1951 nelle Filippine con George Montgomery, Mona Freeman e John Baer.

## Produzione
Il film, diretto da John Barnwell su una sceneggiatura e un soggetto di Stirling Silliphant (autore del romanzo omonimo non pubblicato da cui è stato tratto il soggetto), fu prodotto da Collier Young per la Pan Pacific Productions e girato nelle Filippine dall'ottobre al novembre 1955.

## Distribuzione
Il film fu distribuito con il titolo Huk! negli Stati Uniti dal 9 agosto 1956 dalla United Artists.
Altre distribuzioni:
- in Germania Ovest il 14 giugno 1957 (Feuer über Mindanao)
- in Austria nel settembre del 1957 (Feuer über Mindanao)
- in Portogallo il 20 gennaio 1958 (A Armada Selvagem)
- in Italia (Huk! Il grido che uccide)
- in Brasile (Huk, A Legião de Terroristas)
- in Spagna (Huk, grito de muerte)
- in Finlandia (Kapina Filippiineillä)
- in Francia (L'Armada sauvage)
- in Grecia (Peiratai ton Filippinon)

## Promozione
Le tagline sono:
- THE MOST SAVAGE GUERRILLA WAR ON EARTH!
- HUK! The cry that turned the South Pacific Jungles into a boiling battleground!
- ...smashing, screaming, storming The Philippines LIKE A TYPHOON OF TERROR!